# Trois-Puits
Trois-Puits és un municipi francès, situat al departament del Marne i a la regió del Gran Est. L'any 2007 tenia 145 habitants.

## Demografia

### Població
El 2007 la població de fet de Trois-Puits era de 145 persones. Hi havia 60 famílies, de les quals 16 eren unipersonals (8 homes vivint sols i 8 dones vivint soles), 24 parelles sense fills i 20 parelles amb fills.
La població ha evolucionat segons el següent gràfic:
Habitants censats

### Habitatges
El 2007 hi havia 74 habitatges, 62 eren l'habitatge principal de la família, 3 eren segones residències i 9 estaven desocupats. 71 eren cases i 3 eren apartaments. Dels 62 habitatges principals, 51 estaven ocupats pels seus propietaris, 6 estaven llogats i ocupats pels llogaters i 5 estaven cedits a títol gratuït; 2 tenien una cambra, 5 en tenien tres, 15 en tenien quatre i 40 en tenien cinc o més. 57 habitatges disposaven pel capbaix d'una plaça de pàrquing. A 29 habitatges hi havia un automòbil i a 29 n'hi havia dos o més.

### Piràmide de població
La piràmide de població per edats i sexe el 2009 era:
| Homes | Edats   | Dones |
| ----- | ------- | ----- |
| 0     | 95 o +  | 0     |
| 0     | 90 a 94 | 0     |
| 4     | 85 a 89 | 4     |
| 0     | 80 a 84 | 0     |
| 4     | 75 a 79 | 0     |
| 4     | 70 a 74 | 4     |
| 0     | 65 a 69 | 12    |
| 8     | 60 a 64 | 0     |
| 4     | 55 a 59 | 4     |
| 0     | 50 a 54 | 4     |
| 0     | 45 a 49 | 0     |
| 16    | 40 a 44 | 16    |
| 8     | 35 a 39 | 4     |
| 8     | 30 a 34 | 4     |
| 0     | 25 a 29 | 8     |
| 4     | 20 a 24 | 4     |
| 0     | 15 a 19 | 4     |
| 0     | 10 a 14 | 12    |
| 4     | 5 a 9   | 4     |
| 0     | 0 a 4   | 0     |

## Economia
El 2007 la població en edat de treballar era de 83 persones, 62 eren actives i 21 eren inactives. De les 62 persones actives 58 estaven ocupades (30 homes i 28 dones) i 4 estaven aturades (3 homes i 1 dona). De les 21 persones inactives 8 estaven jubilades, 8 estaven estudiant i 5 estaven classificades com a «altres inactius».

### Ingressos
El 2009 a Trois-Puits hi havia 68 unitats fiscals que integraven 167 persones, la mediana anual d'ingressos fiscals per persona era de 26.544 €.

### Activitats econòmiques
Dels 6 establiments que hi havia el 2007, 1 era d'una empresa alimentària, 1 d'una empresa de construcció, 2 d'empreses de comerç i reparació d'automòbils, 1 d'una empresa immobiliària i 1 d'una entitat de l'administració pública.
L'únic servei als particulars que hi havia el 2009 era una lampisteria.
L'any 2000 a Trois-Puits hi havia 18 explotacions agrícoles que ocupaven un total de 221 hectàrees.

## Poblacions més properes
El següent diagrama mostra les poblacions més properes.